# Bob Klapisch
Robert Salvador Klapisch, dit Bob Klapisch, né en 1957, est un journaliste sportif américain pour le quotidien The Record et pour Fox Sports. Il est l'auteur de cinq ouvrages sur le baseball, et a précédemment collaboré au New York Post, à ESPN et au Daily News. Membre de l'Association des chroniqueurs de baseball d'Amérique depuis 1983, il y a le droit de vote pour élire les joueurs qui font leur entrée au Temple de la renommée du baseball.
Son ouvrage The Worst Team Money Could Buy: The Collapse of the New York Mets sur la saison 1992 des Mets de New York lui a valu d'être pris à partie par Bobby Bonilla, voltigeur du club new-yorkais.